# Останній шахрай
«Останній шахрай» — радянська сатирична комедія 1966 року режисерів Вадима Масса і Яна Ебнера.

## Сюжет
Час дії — близьке майбутнє. Зі злочинністю в СРСР покінчено і остання в'язниця закривається. На свободу виходить колишній шахрай і злодій Петя Дачников, який має намір повернутися до випробуваних способів нетрудового збагачення. Він звертає увагу на дівчину Катю і закохується в неї, але, намагаючись когось пограбувати або заробити, щоб одружитися з нею, стикається з повсюдним скасуванням грошей в місті у зв'язку з високим рівнем життя жителів.

## У ролях
- Микола Губенко —  Петя Дачников
- Сергій Філіппов —  наглядач
- Анастасія Георгієвська —  начальник в'язниці
- Світлана Савьолова —  Катя
- Олег Попов —  камео
- Борис Січкін —  адміністратор готелю
- Єлизавета Алексєєва —  телеведуча
- Олександр Барабанов — епізод
- Сергій Курєпов — епізод
- Наум Кавуновський —  перехожий в казанку зі згортком / двірник
- Ігор Класс —  Саша
- Ольга Новицька — епізод
- Євген Харитонов —  регулювальник
- Світлана Швайко — епізод
- Ігор Ясулович —  трубач
- Учні ризької народної студії кіноактора
- Улдіс Ваздікс —  шотландський турист

## Знімальна група
- Автори сценарію —  Олексій Сазонов,  Зіновій Паперний
- Постановка —  Вадим Масс,  Ян Ебнер
- Художній керівник постановки —  Михайло Калік
- Оператори: Ян Брієдіс,  Вадим Масс
- Художники-постановники —  Олександр Бойм,  Володимир Серебровский
- Композитор —  Мікаел Тарівердієв
- Звукооператор —  Гліб Коротєєв
- Режисер — Яніс Стрейч
- Костюми — Н. Федоровська
- Грим — Н. Решетилова
- Асистенти:

Режисера — Є. Прієкуле, І. Ольшанецький: Оператора — Г. Кукелс, Я. Шульц: Художника — Ф. Артіс Аболс, Л. Ранка
- Комбіновані зйомки:

Художник —  Віктор Шильдкнехт: Оператор — Е. Аугуст
- Монтажер — М. Едельман
- Редактори — Б. Грибанов, Є. Вахрушева
- Текст пісень —  Володимир Висоцький
- Диригент — Е. Тяжов
- Директор картини — Марк Цирельсон